# Список эпизодов телесериала «H2O: Просто добавь воды»

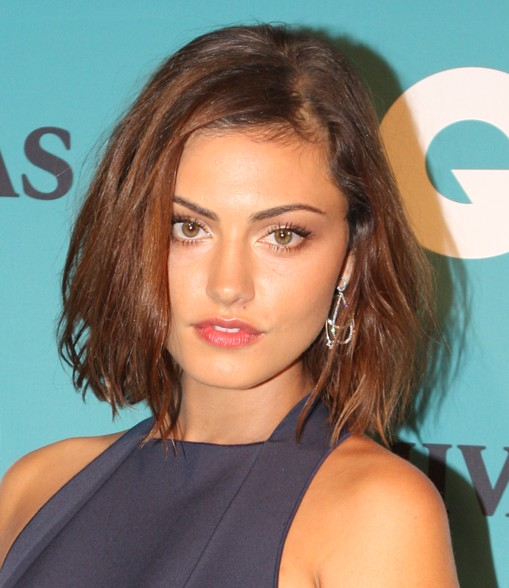
Фиби Тонкин — исполнительница роли Клио Сертори

Ниже приведён список серий австралийского телесериала «H2O: Просто добавь воды» (англ. H2O: Just Add Water), которые транслируются Network Ten, Disney Channel Australia, Nickelodeon, Nickelodeon UK, Disney Channel Russia, Jetix, на Украине ТЕТ и другими телевизионными каналами по всему миру. Премьера серий первого сезона в Австралии состоялась 7 июля 2006 года, серий второго сезона (с повторением серий первого сезона) 28 сентября 2007 года. Премьера серий третьего сезона в Соединённом Королевстве состоялась 26 октября 2009 года, а её австралийская премьера  в 2010 году.

## Обзор сезонов
| Сезон | Сезон | Количество серий | Дата показа                   | Дата показа                    | DVD-релиз             | DVD-релиз             | DVD-релиз            | DVD-релиз       | DVD-релиз        | DVD-релиз          |
| Сезон | Сезон | Количество серий | Премьера серий (Канал Дисней) | Финальная серия (Канал Дисней) | Часть 1               | Часть 2               | Часть 3              | Часть 4         | Часть 5          | Часть 6            |
| ----- | ----- | ---------------- | ----------------------------- | ------------------------------ | --------------------- | --------------------- | -------------------- | --------------- | ---------------- | ------------------ |
|       | 1     | 26               | 11 августа 2010 года          | 9 сентября 2010 года           | 12 сентября 2006 года | 12 сентября 2007 года | 5 марта 2008 года    | 7 мая 2008 года | 7 июля 2008 года | 5 ноября 2008 года |
|       | 2     | 26               | 10 сентября 2010 года         | 15 октября 2010 года           | 27 января 2009 года   | 2 июня 2009 года      | 2 сентября 2009 года | —               | —                | —                  |
|       | 3     | 26               | 17 октября 2010 года          | 16 апреля 2011 года            | TBA                   | TBA                   | TBA                  | TBA             | TBA              | TBA                |

## Список серий

### Первый сезон: 2006
• а Макларен, Фиби Тонкин, Клер Холт, Кариба Хейн появляются во всех эпизодах.
• Берджес Эбернети появляется в 20 эпизодах, однако не считается главным персонажем.

• Ангус Макларен, Фиби Тонкин, Клер Холт, Кариба Хейн появляются во всех эпизодах.

• Берджес Эбернети появляется в 20 эпизодах, однако не считается главным персонажем.

| № | Название                                           | Режиссёр      | Дата показа           | Код продукции |
| --- | -------------------------------------------------- | ------------- | --------------------- | ------------- |
| 01 | «Metamorphosis ("Метаморфоза")»                    | Колин Баддс   | 7 июля 2006 года      | 101           |
| Три девушки-подростка — Эмма Гилберт, Клео Сертори и Рикки Чедвик — случайно оказываются на острове Мако и попадают в подземные пещеры. Им удаётся выбраться отсюда в море, через лунный пруд, связанный с океаном. На следующий день девушки понимают, что с ними случилось что-то невероятное: они становятся русалками каждый раз, когда вступают в частичный или полный контакт с водой. Кроме того, Клео и Эмма обнаруживают, что они обладают уникальными способностями управления водой. Клео может контролировать форму и объём воды, а Эмма может полностью замораживать её. Рикки после нескольких своих неудачных попыток управления водой приходит к выводу, что у неё нет власти над водой. Все три девушки понимают, что это изменит их жизнь и дружбу навсегда.                                                                   |                                                    |               |                       |               |
| 02 | «Pool Party ("Вечеринка у бассейна")»              | Колин Баддс   | 14 июля 2006 года     | 102           |
| Несмотря на риск, желание принять участие в вечеринке Мириам у бассейна слишком сильно для Клео. Рикки в кафе «JuiceNet» обнаруживает, что она всё-таки имеет власть над водой (возможность полного кипячения воды). Шутник Зейн Беннет и его друзья бросают Клео в бассейн, но Льюис появляется как раз вовремя, чтобы узнать секрет Клео и спасти её с помощью Эммы и Рикки. |                                                    |               |                       |               |
| 03 | «Catch of the Day ("Улов дня")»                    | Колин Баддс   | 21 июля 2006 года     | 103           |
| Клео не разделяет энтузиазма своих подруг по поводу обретённых ими невероятных способностей. В эти же дни осуществляется незаконная ловля черепах, и девушки хотят разоблачить преступника. В этом Клео подозревает своего отца, Дона. Однако скоро она выходит на след настоящего виновника. |                                                    |               |                       |               |
| 04 | «Party Girls ("Вечеринка девушек")»                | Колин Баддс   | 28 июля 2006 года     | 104           |
| Эмма отправляется на остров Мако, где находит таинственный медальон на дне лунного бассейна. В этот же день в доме у Эммы проходит ежегодная традиционная вечеринка. В течение вечеринки Клео удаётся спрятать хвост в толпе, а Эмма чуть не теряет медальон. После всех приключений Эмма дарит кулон Клео. |                                                    |               |                       |               |
| 05 | «Something Fishy ("Похоже на рыбу")»               | Колин Баддс   | 4 августа 2006 года   | 105           |
| Дневник Клео попадает в руки её младшей сестры Ким. Теперь она знает про русалок. Ким и брат Эммы Эллиот ведут расследование и подозревают чуть ли не каждого в том, что они русалки. |                                                    |               |                       |               |
| 06 | «Young Love ("Молодая любовь")»                    | Колин Баддс   | 8 августа 2006 года   | 106           |
| Рикки спасает Эллиота от утопления во время катания того на доске в море, рискуя оказаться разоблачённой. После этого Рикки и Эллиот становятся неразлучными друзьями. В итоге он её до предела достал, и Рикки сильно ссорится с ним. На следующий день Эллиот исчезает из дома, но Рикки находит его в парнике Ленни, брата Льюиса, в тот момент, когда секции намокают водой, и Рикки с Эллиотом за секунду до намокания сбегают при помощи Эммы и Клео. |                                                    |               |                       |               |
| 07 | «Moon Spell ("Игра с Луной")»                      | Колин Баддс   | 18 августа 2006 года  | 107           |
| У отца Эммы наступает очередной день рождения, и в этом году Эмма решает сделать всё сама. Как раз в эту ночь она подвергается воздействию первого полнолуния, с которым девчонки ещё не сталкивались. Однако девушки с Льюисом находят место, где спрятать её, - в кафе JuiceNet. Несмотря на неудавшийся праздник, утром Эмма, освободившись от эффекта полнолуния, извинилась перед отцом. |                                                    |               |                       |               |
| 08 | «The Denman Affair ("Дело Денман")»                | Колин Баддс   | 25 августа 2006 года  | 108           |
| Девушки неохотно позволяют Льюису занять место лаборанта у морского биолога, доктора Денман, надеясь определить, что вызвало их превращение в русалок, но девушки начинают тревожиться, когда он в своём энтузиазме едва не раскрывает лишнюю информацию. После того, как Льюис забывает образец ДНК, взятый у Клео, ему вскоре предлагают высокооплачиваемую работу, и он должен выбрать свой будущий путь. |                                                    |               |                       |               |
| 09 | «Dangerous Waters ("Опасные воды")»                | Колин Баддс   | 1 сентября 2006 года  | 109           |
| Одна из рыбок Клео умирает. Рикки пытается найти ей замену. Рикки удаётся получить на вид безобидную работу – поимку редких рыб, но, когда она узнает, что человек, который нанял её, не работает в океанариуме, а незаконно продаёт этих рыб за большие деньги, она решает восстановить справедливость. |                                                    |               |                       |               |
| 10 | «The Camera Never Lies ("Камера никогда не врёт")» | Колин Баддс   | 8 сентября 2006 года  | 110           |
| Конкурс короткометражных фильмов на тему героев сосредотачивает на себе внимание девушек, но фильм о матери Эммы совсем не кажется Рикки интересным материалом, и она решает использовать свои невероятные способности, чтобы снять впечатляющие кадры под водой. Зейн, который сам не может участвовать в конкурсе, уговаривает Льюиса заснять реконструкцию знаменитого путешествия своего отца на остров Мако при помощи виндсёрфинга. |                                                    |               |                       |               |
| 11 | «Sink or Swim ("Всё или ничего")»                  | Колин Баддс   | 15 сентября 2006 года | 111           |
| Байрон просит Эмму потренировать его для предстоящих школьных соревнований по плаванию. Эмма вначале отказывается, а потом передумывает, но оказывается очень суровым и требовательным тренером. Льюис продолжает свои эксперименты на девушках, но Рикки не нравится, что с ней обращаются, как с подопытным животным, и она делает всё для того, чтобы сорвать его исследования. В итоге Байрон побеждает Зейна на соревнованиях, а Льюис заканчивает свои исследования. |                                                    |               |                       |               |
| 12 | «The Siren Effect ("Эффект Сирены")»               | Колин Баддс   | 22 сентября 2006 года | 112           |
| После позорного провала Клео при попытке выступить в караоке, внезапно обнаружившиеся у неё в ночь полнолуния способности к пению вызывают большую тревогу у её друзей. Когда Клео обретает таинственную власть над мужчинами, как у сирены, внезапный наплыв поклонников обеспечивает ей много слушателей, как она всегда мечтала, тогда как её испуганный отец изо всех сил старается сдерживать всё более увеличивающуюся толпу людей. |                                                    |               |                       |               |
| 13 | «Shipwrecked ("Кораблекрушение")»                  | Колин Баддс   | 28 сентября 2006 года | 113           |
| Когда загадочная мисс Чатем вынуждена покинуть свою лодку из-за Зейна, Эмма приглашает её пожить у себя. Когда Зейн слышит, как мисс Чатем беспокоится о своём «сокровище», он преследует мисс Чатем, пытаясь добиться компенсации за свои повреждённые водные лыжи, когда она уплывает с местной стоянки яхт на своей лодке до острова Мако. Эмма и Льюис прибывают вовремя, чтобы спасти больного человека, но, когда Зейн не может выбраться из тонущей лодки, Эмма должна пойти на рискованный контакт с водой, чтобы спасти его от утопления в море. |                                                    |               |                       |               |
| 14 | «Surprise! ("Сюрприз!")»                           | Джеффри Уокер | 6 октября 2006 года   | 114           |
| Клео с ужасом ждет дня своего шестнадцатилетия, осознавая, что её праздник может испортить только одно – очередная вызывающая только смущение вечеринка в честь дня рождения, какие любит устраивать её отец. Зейн начинает охоту на «морского монстра», которого он видел, когда чуть не утонул в море (тот морской монстр, по мнению Зейна, был с хвостом, однако это был золотой рыбий хвост Эммы, не успевшей уплыть подальше от глаз Зейна при событии с крушением лодки мисс Чатем), и убеждает Льюиса помочь ему, но тот обещал девушкам делать всё, что в его силах, чтобы не подпустить Зейна близко к ним и острову Мако. |                                                    |               |                       |               |
| 15 | «The Big Chill ("Большой холод")»                  | Джеффри Уокер | 13 октября 2006 года  | 115           |
| Эмма прекрасно справляется со своей работой в кафе JuiceNet, но когда Уилфред оставляет её за главную на целый уикенд, её суровый стиль управления заставляет её новую подчинённую, Рикки, всерьёз разругаться с ней. Мириам становится жертвой своих собственных махинаций, когда Эмма случайно полностью замораживает её, что вынуждает девушек забыть о своих разногласиях, чтобы разморозить Мириам. |                                                    |               |                       |               |
| 16 | «Lovesick ("Нездоровая любовь")»                   | Джеффри Уокер | 20 октября 2006 года  | 116           |
| Клео привлекает внимание нового дельфина в океанариуме, но из-за слухов о новом приятеле её родственники и друзья решают узнать, кто её таинственный кавалер. Тем временем Зейн использует Клео, чтобы получить доступ к библиотеке океанариума и продолжить свои исследования по поводу морского монстра. |                                                    |               |                       |               |
| 17 | «Under the Weather ("Из-за погоды")»               | Джеффри Уокер | 27 октября 2006 года  | 117           |
| Внезапная гроза вынуждает девушек притвориться больными, чтобы не идти в школу, но они слишком убедительно симулируют симптомы и привлекают внимание врачей, которые рвутся изучать их «редкую тропическую болезнь». По мере того, как количество людей в карантине увеличивается, Ким начинает подозревать обман, но обнаруживается новая угроза, когда прибывает отряд врачей, чтобы отвезти девушек в больницу для их изучения. |                                                    |               |                       |               |
| 18 | «Bad Moon Rising ("Восход плохой Луны")»           | Джеффри Уокер | 3 ноября 2006 года    | 118           |
| Встреча с «морским монстром» не даёт покоя Зейну, и он продвигает своё расследование, что приводит его на остров Мако. Рикки краем глаза видит полную луну, что заставляет её полностью потерять контроль над своими невероятными способностями. Эмма, Клео и Льюис следуют за ней на остров Мако, где Зейн уже нашёл полностью обезумевшую Рикки. |                                                    |               |                       |               |
| 19 | «Hurricane Angela («"Ураганчик" Анжела»)»          | Джеффри Уокер | 10 ноября 2006 года   | 119           |
| В прибытии кузины Клео и Ким, Анжелы, отец Клео видит возможность для своей старшей дочери поучиться взрослому поведению и ответственности. Но присматривать за своевольной девушкой, которая обожает воду, быстро становится очень трудно, особенно тогда, когда Анжела вытворяет то, о чём девушки и Льюис даже не подозревали. |                                                    |               |                       |               |
| 20 | «Hook, Line and Sinker ("Крючок, линия и груз")»   | Джеффри Уокер | 17 ноября 2006 года   | 120           |
| Энтузиазм Льюиса испытать свою новую приманку на ежегодном рыболовном дерби уменьшается, когда Клео отказывается возобновить их традиционное партнёрство из-за боязни намокнуть. Рикки и Зейн встречаются на семинаре по бизнесу и застревают вместе на балконе. Время, проведённое наедине друг с другом, помогает им лучше узнать друг друга. |                                                    |               |                       |               |
| 21 | «Red Herring ("Красная селёдка")»                  | Джеффри Уокер | 24 ноября 2006 года   | 121           |
| Невинное замечание о солидности Эммы убеждает её, что ей нужно измениться, и она перекрашивает свои волосы. Расследование Зейна на предмет морского монстра приводит его к мисс Чатем, которая, как он убеждён, является ключом к этой тайне. Однако она отказывается рассказывать ему всё об этом, и он решает ещё раз осмотреть её лодку в поисках новых зацепок. Девчонки и Льюис должны помешать Зейну, однако он видит этого редкого морского монстра. Это была русалка, Эмма, не успевшая удрать от Зейна с фотографией, где показаны мисс Чатем с подругами в юности как русалки. Он повествует свой рассказ, но ему никто не верит, а Рикки принимает решение встречаться с Зейном ради секрета. |                                                    |               |                       |               |
| 22 | «Fish Out of Water ("Рыба без воды")»              | Джеффри Уокер | 1 декабря 2006 года   | 122           |
| Свидание Рикки и Зейна становится темой для обсуждения Эммы и Клео. Сомневаясь в честности Зейна, Эмма предъявляет Рикки ультиматум: либо она и Клео, либо Зейн. Когда Харрисон Беннет открывает свои планы начать строительство на острове Мако, это заставляет людей пересмотреть свои чувства, и Эмма присоединяется к громким протестам Рикки, а Зейн впервые идёт против своего отца. |                                                    |               |                       |               |
| 23 | «In Too Deep ("Слишком глубоко")»                  | Джеффри Уокер | 8 декабря 2006 года   | 123           |
| История может повториться, когда Рикки наталкивается в ювелирном магазине на такой же медальон, как у мисс Чатем, и способность Рикки хранить секрет девушек подвергается испытанию. Она отчаянно хочет получить этот медальон, но не может сказать Зейну, почему это так важно. Когда Мириам первая покупает медальон, яростная решимость Рикки вернуть медальон себе вызывает дальнейшие подозрения у Зейна. |                                                    |               |                       |               |
| 24 | «Love Potion #9 ("Любовное зелье №9")»             | Джеффри Уокер | 15 декабря 2006 года  | 124           |
| Приближается школьный бал, и Эмма с Клео опасаются, что им придётся самим пригласить Байрона и Льюиса пойти с ними на бал, и надеются, что парни сами сделают первый шаг. Но Байрон не приглашает Эмму, думая, что она слишком занята руководством организационным комитетом, а Льюис слишком захвачен работой над новым научным методом сделать девушек непромокаемыми, чтобы им было легче быть русалками. Льюис пытается сделать девушек неуязвимыми для воды, забыв о танцах. В итоге всё разъясняется на вечеринке: Эмма думала, что Байрон пригласил Мириам, а оказывается, что это она пригласила его. Зейн всё ещё ждал Рикки, а Нейт тусовался с Мириам. Льюис испортил девушкам веселье из-за побочного эффекта своего препарата. Разъяснив всё произошедшее, пока их не было, девушки простили Льюиса. Клео и Льюис становятся парой. |                                                    |               |                       |               |
| 25 | «Dr Danger ("Доктор Угроза")»                      | Джеффри Уокер | 22 декабря 2006 года  | 125           |
| Решение семьи Эммы поехать с родственниками отдыхать на курорт, где много воды, не радует Эмму, но её отговорки не убеждают их. Возвращение морского биолога доктора Денман тревожит Льюиса и девушек, но Зейн видит в докторе Денман возможного союзника (или, что хуже, соперника) в поиске русалки. Денман положила глаз на остров Мако, и тайна девушек на грани раскрытия благодаря Зейну. |                                                    |               |                       |               |
| 26 | «A Twist in the Tail ("Поворот в хвосте")»         | Джеффри Уокер | 29 декабря 2006 года  | 126           |
| Доктор Денман ужесточает охоту на русалок, чьи личности ей теперь полностью известны, и устраивает для девушек западню на острове Мако, вынуждая Зейна решить, на чьей он стороне. Лунное затмение даёт девушкам возможность избавиться от дальнейшего преследования, полностью отказавшись от своих способностей. Но сделают ли они это? |                                                    |               |                       |               |

### Второй сезон: 2007—2008
• Фиби Тонкин, Ангус Макларен, Кариба Хейн появляются во всех эпизодах.

| № | Название                                                                            | Дата показа           | Код продукции |
| --- | ----------------------------------------------------------------------------------- | --------------------- | ------------- |
| 1 | «Stormy Weather ("Штормовая погода")»                                               | 28 сентября 2007 года | 201           |
| Когда полная луна затрагивает девушек непонятным образом, они теряют способность управлять собой. Льюис оказывается на пути действий новых способностей девушек. Девушки получают новые невероятные силы. |                                                                                     |                       |               |
| 2 | «Control ("Контроль")»                                                              | 5 октября 2007 года   | 202           |
| Льюис успешно проверяет новые невероятные и непредсказуемые способности девушек. Эмма помогает своему брату Эллиоту с назойливым товарищем по футбольной команде. Постоянное внимание Льюиса сводит Клео с ума, что приводит к откровенному разговору об их отношениях. |                                                                                     |                       |               |
| 3 | «The One That Got Away ("Тот, кто сбежал")»                                         | 12 октября 2007 года  | 203           |
| Новая встреча с Зейном вынуждает Рикки решать, стоит ли избегать его потому, что она действительно этого хочет. Может ли Рикки снова завязать отношения с Зейном и держать при этом свою тайну? Поскольку дружба Льюиса и Шарлотты растёт, у Клео возникает куча подозрений о ней, но она утверждает, что это не имеет никакого отношения к ревности. |                                                                                     |                       |               |
| 4 | «Fire and Ice ("Лёд и пламя")»                                                      | 19 октября 2007 года  | 204           |
| Родители Эммы уезжают на выходные, Рикки предлагает остаться с Эммой, но её поведение не нравится Эмме, которая решает доказать, что она также может быть бунтаркой. Но не слишком ли тяжело это для неё? Она решает устроить вечеринку у себя дома. Нейт говорит Льюису, что ему стоит стать более мужественным, чтобы вернуть Клео. А у той появляется тайный поклонник. |                                                                                     |                       |               |
| 5 | «Hocus Pocus ("Фокус-покус")»                                                       | 26 октября 2007 года  | 205           |
| Льюис дарит девушкам редкую книгу, в которой он обнаружил мифологию о русалках, Рикки и Эмма неохотно соглашаются помочь Льюису, и Клео делают микстуру, которая даст девушкам невероятную силу исполнять желания. Для Клео это возможность воссоединить свою семью, но когда всё выходит из под контроля, им приходится действовать быстро, чтобы очистить кафе прежде, чем Уилфред придёт снимать рекламу. |                                                                                     |                       |               |
| 6 | «Pressure Cooker ("Устрашающий повар")»                                             | 2 ноября 2007 года    | 206           |
| Клео находится в суматохе, поскольку она сталкивается с Шарлоттой и Льюисом на каждом углу. Льюис настаивает, что между ними не то, что кажется, но теперь он должен сказать это Шарлотте. Но дела ещё хуже: отец Клео пригласил женщину к себе на обед. И в то самое время, когда мысль о потенциальной мачехе кажется Клео худшей неприятностью, она знакомится с её дочерью - Шарлоттой. |                                                                                     |                       |               |
| 7 | «In Hot Water ("В горячей воде")»                                                   | 9 ноября 2007 года    | 207           |
| Нуждаясь в деньгах для нового компьютера, Льюис решает, что пришло время найти работу. Ему улыбнулась удача - появляется предложение о работе в аквапарке, в то время как уволили Клео. Чтобы помочь вернуть Клео её работу, Рикки и Эмма пытаются доказать, что продажа мороженого может быть тяжёлой работой. Но когда звезда аквапарка пропадает без вести, Льюис становится главным подозреваемым. |                                                                                     |                       |               |
| 8 | «Wrong Side of the Tracks ("По другую сторону баррикад")»                           | 16 ноября 2007 года   | 208           |
| Сложные отношения Рикки и Зейна ещё раз подвергаются проверке, когда её усилия скрыть личную жизнь от тех, кто вокруг неё, становятся слишком явными. На неё и Зейна падают подозрения. |                                                                                     |                       |               |
| 9 | «Riding for a Fall ("Путь к провалу")»                                              | 23 ноября 2007 года   | 209           |
| Сопровождая Эллиота на уроки верховой езды, Эмма оказывается в плохой ситуации. Льюис выиграл в конкурсе, чтобы забрать свой выигрыш, ему надо уехать, он просит Клео поехать с ним, но тут ещё и Шарлотта напросилась. |                                                                                     |                       |               |
| 10 | «Missed the Boat ("Потерянная лодка")»                                              | 30 ноября 2007 года   | 210           |
| Клео провалила экзамен по биологии, и отец нанял для неё репетитора - Шарлотту. Льюис отвёз Шарлотту на остров Мако. Девушки отправились за ним. Шарлотта чуть не увидела Клео в виде русалки, чтобы этого не произошло, Льюис был вынужден поцеловать её. |                                                                                     |                       |               |
| 11 | «In Over Our Heads ("Над нашими головами")»                                         | 7 декабря 2007 года   | 211           |
| У Рикки проблемы с арендной платой, она вынуждена уехать в другое место. Зейн нашёл известия о том, что неподалёку от острова Мако есть сокровища. И за них можно получить денежное вознаграждение. Для Рикки это шанс, но одна она не справится. За помощью она обращается к Клео и Эмме. |                                                                                     |                       |               |
| 12 | «Fish Fever ("Рыбная лихорадка")»                                                   | 14 декабря 2007 года  | 212           |
| Когда Эмма купалась в море, она порезалась о загадочный коралл. После этого она начала себя странно вести. В конечном результате она превратилась в настоящего "МОНСТРА". |                                                                                     |                       |               |
| 13 | «Moonwalker ("Лунатик")»                                                            | 21 декабря 2007 года  | 213           |
| Семья Сертори собралась в поход на остров Мако в полнолуние. Эмма и Рикки решили пойти с Клео, чтобы быть вместе. Льюис тоже решил помочь, но с ним увязалась и Шарлотта. Девушки вынуждены добровольно встать под действие луны. |                                                                                     |                       |               |
| 14 | «Get Off My Tail ("Слезь с моего хвоста")»                                          | 28 декабря 2007 года  | 214           |
| Рикки советует Клео проводить больше времени с Льюисом, Клео принимает её совет, и, чтобы вновь подружиться с ним, она использует свои невероятные способности, в конце концов, в отличие от Шарлотты, Клео не только обычная девушка. У Эммы появился новый босс на работе, который свёл её с ума, заставляя надевать идиотскую форму и ходить в пилотке на голове, но она ещё больше расстроена тем, что новый босс сделал с кафе, ведь босс - это Эш.                                                                                                 |                                                                                     |                       |               |
| 15 | «Irresistible ("Неотразимый")»                                                      | 4 января 2008 года    | 215           |
| Нейт пытается ухаживать за Клео, но она всячески отталкивает его. Зейн нашёл уникальные духи, которые привлекают русалок. Эти духи случайным образом находит Нейт. После того как он их на себя набрызгал, стоило ему повести рукой, как любая русалка сразу же влюбляется в него, в такую же историю попали и наши героини. |                                                                                     |                       |               |
| 16 | «Double Trouble ("Двойная угроза")»                                                 | 11 января 2008 года   | 216           |
| Когда Эллиот спрашивает у Льюиса совет о девушках, никто не подозревает, что он планирует ухаживать за Ким. Когда Эллиот приглашает её в аквапарк, он просит Льюиса пойти с ним, а отец Клео просит её пойти с Ким присмотреть за Эллиотом. Льюис снова задумывается о Клео как о подруге. |                                                                                     |                       |               |
| 17 | «Moonstruck ("Очарованные луной")»                                                  | 18 января 2008 года   | 217           |
| Клео и Рикки убеждают Эша, что Эмма влюблена в него. В полнолуние девушки решили ночевать у Эммы. Но к этому времени ночью к Эмме приходит Эш, и когда он открывает дверь, Клео видит луну. |                                                                                     |                       |               |
| 18 | «The Heat is On ("Началось")»                                                       | 25 января 2008 года   | 218           |
| Клео хочет организовать празднование по поводу первой годовщины их становления русалками, но когда в кафе происходит несчастный случай по вине Зейна, он ссорится с Эшем, и эта ссора задевает Эмму и Рикки. Клео пытается их помирить и встаёт между двух огней. |                                                                                     |                       |               |
| 19 | «The Gracie Code (Part One) ("Тайна Грэйси. Часть I")»                              | 1 февраля 2008 года   | 219           |
| Проводя исследование, чтобы раскрыть тайны полнолуния, Льюис находит работу Макса Хамилтона, который пятьюдесятью годами ранее оказался почти в такой же роли, в которой Льюис находится сейчас. Чтобы получить доверие старика, Льюис рискует раскрыть тайну девочек, но история, которую Макс знает, прольет больше света на историю полнолуния и медальонов девочек. Эта история расскажет всё о полнолунии. |                                                                                     |                       |               |
| 20 | «The Gracie Code (Part Two) ("Тайна Грэйси. Часть II")»                             | 8 февраля 2008 года   | 220           |
| Шарлотта хочет ответы относительно того, почему Льюис тратит большую часть своего времени с Клео и девушками. Она, кажется, удовлетворена неопределённым оправданием Клео, что Льюис просто помогает им с проектом, но её любопытство задето, когда среди исследовательских бумаг Макса она видит старую фотографию. На ней Грейси, и она… её бабушка. Шарлотта приходит в дом Клео, когда её нет, и забирает одну старую плёнку, на которой видео о том, что Грейси русалка. Эш всячески пытается затащить Эмму в воду, чтобы отбить у неё боязнь воды. |                                                                                     |                       |               |
| 21 | «And Then There Were Four ("И тогда их стало четверо")»                             | 15 февраля 2008 года  | 221           |
| Упрямая Шарлотта пытается найти ответ тёмного прошлого своей бабушки и идёт за Льюисом, который, не зная этого, приводит её к Максу, а тот подтверждает все её подозрения. Дальнейшее исследование ведёт её на остров Мако в полнолуние, где все тайны разгаданы, и рождается новая русалка. И на утро Льюис узнает, что Шарлотта не просто девушка. |                                                                                     |                       |               |
| 22 | «Bubble, Bubble, Toil and Trouble ("Пузырёк-пузырёк, тяжёлый труд и беспокойство")» | 22 февраля 2008 года  | 222           |
| Несмотря на то, что Рикки не соглашается, девушки пытаются принять Шарлотту в свой клуб Русалок. Но всё меняется, когда девушек ждёт игра в волейбольной команде, в которую попадает и Шарлотта. Шарлотта изучает русалок, чтобы тоже овладеть невероятными силами, но когда она понимает, что она владеет не одной невероятной силой, русалки снова пытаются избегать её. |                                                                                     |                       |               |
| 23 | «Reckless ("Безрассудная")»                                                         | 29 февраля 2008 года  | 223           |
| Льюис сталкивается с Нэйтом, который обрызгал его на катере. Льюис зацепил его катер удочкой, Нейт слетел с него, а катер разбился в море. Шарлотта рассказала, что боится дельфинов, и чуть не убила любимого дельфина Клео - Рони. Когда Нэйт угрожает Льюису и даже устраивает сцену в кафе, Шарлотта идёт за Нэйтом и использует свои невероятные способности против него, а девушки тем временем используют свои невероятные способности для того, чтобы Шарлотта не убила Нэйта.                                                                   |                                                                                     |                       |               |
| 24 | «Three's Company ("Сила трёх")»                                                     | 7 марта 2008 года     | 224           |
| Шарлотта и девушки планируют день рождения Льюиса. Утомлённая Рикки не хочет связываться с Шарлоттой, так как не любит её, и больше времени проводит c Зейном. Решившись, Рикки спасает Клео и Эмму от опасностей, которые подготовила для них Шарлотта, и о которых Льюис даже не подозревал. |                                                                                     |                       |               |
| 25 | «Sea Change ("Море меняется")»                                                      | 14 марта 2008 года    | 225           |
| Лишившись недолгой дружбы, Шарлотта запретила Льюису встречаться и разговаривать с Клео, Рикки и Эммой. Клео, изолированная и запуганная Шарлоттой, уходит из дома. Льюис думает, как бы выйти из цепей Шарлотты и спасти подругу - Клео. И он выбирает Клео, тем самым создав страшного врага - Шарлотту. |                                                                                     |                       |               |
| 26 | «Finale ("Финал")»                                                                  | 21 марта 2008 года    | 226           |
| Ночью полной луны все планеты впервые за 50 лет встанут в один ряд, и русалка лишится своей невероятной силы навсегда. Попытка девушек предупредить Шарлотту, которая должна в первый раз испытать полную луну, только увеличивает конкуренцию и полную вражду, которая изменит их жизни навсегда. В результате Шарлотта навсегда лишается своих невероятных сил русалки с помощью девушек. Эмма, собравшись с мыслями, раскрывает свой секрет Эшу. В конце серии Клео, Эмма и Рикки бегут в океан, а Льюис, Эш и Зейн на них смотрят.                   |                                                                                     |                       |               |

### Третий сезон: 2010
| № | Название                                                | Режиссёр      | Сценарист       | Дата показа          | Код продукции |
| --- | ------------------------------------------------------- | ------------- | --------------- | -------------------- | ------------- |
| 1 | «The Awakening ("Пробуждение")»                         | Джеффри Уокер | Джосс Кинг      | 17 октября 2010 года | 301           |
| Клео и Рикки вступают в свой последний учебный год без Эммы, которая уехала за океан. Девушки считают, что уже всё знают об острове Мако и своих невероятных силах, об эффекте ночного полнолуния. Зейн преподносит Рикки большой сюрприз: он предлагает ей стать его партнёром в новом ультрамодном кафе. Также продолжают развиваться романтические отношения Льюиса и Клео. Тем временем Уилл, некий парень, увлекающийся дайвингом, плавает около острова Мако и, случайно заплыв в пещеру, сталкивается со странной силой, которая нокаутирует его, и Уилл падает без сознания на землю. Этой же ночью во время открытия нового кафе Рикки и Клио встречают Беллу, некую новую девушку, которая помогает Рикки выйти из щекотливой ситуации и поёт в группе Нейта. Когда Рикки выходит из кафе, её атакует вода и силой уносит в глубину. Белла видит это и вместе с Клео бросается спасать Рикки от утопления. Клео обнаруживает, что Белла тоже русалка. Рикки избегает столкновения, но они находят Уилла в пещере лунного пруда. Девушки понимают, что на Мако что-то изменилось, а ещё им нужно увести Уилла от факта, кто они на самом деле. Примечание: Клэр Холт покинула сериал ради участия в съёмках фильма Посланники 2: Пугало, Британи Бирнс покинула сериал. Индиана Эванс и Люк Митчелл появляются в сериале. |                                                         |               |                 |                      |               |
| 2 | «Jungle Hunt ("Охота в джунглях")»                      | Джеффри Уокер | Энтони Моррис   | 18 октября 2010 года | 302           |
| В первый же день нового учебного года девушки с удивлением обнаружили, что Уилл будет учиться с ними. Однако он не забыл о случае в полнолуние и решает всё узнать. |                                                         |               |                 |                      |               |
| 3 | «Keep Your Enemies Close ("Держи своих врагов близко")» | Джеффри Уокер | Сэм Кэрролл     | 19 октября 2010 года | 303           |
| Клео становится ассистентом тренера дельфинов. Рикки и Клео очень за неё волнуются, потому что она всё время будет находиться рядом с водой. Тем временем Рикки увольняет группу из-за пения Нейта. Белла думает, что она уволила их с ней, однако сама она соглашается с причиной увольнения, и во время выступления Клео в аквапарке Белла мирится с Рикки и заодно возвращается в кафе. Уилл помогает Клео на шоу. |                                                         |               |                 |                      |               |
| 4 | «Valentine's Day ("День Святого Валентина")»            | Джеффри Уокер | Саймон Баттерс  | 20 октября 2010 года | 304           |
| День Святого Валентина. Белла пытается сблизиться с Уиллом, который её не замечает. Отец Клео знакомится с Самантой. Ким созывает своих одноклассников провести День Святого Валентина, так как она чувствует себя одинокой без мамы и Клео. |                                                         |               |                 |                      |               |
| 5 | «Big Ideas ("Гениальные идеи")»                         | Джеффри Уокер | Филип Далкин    | 21 октября 2010 года | 305           |
| Зейн придумывает множество идей по поводу обновления кафе, но Рикки это не нравится, она не верит в то, что идеи её друга пойдут на пользу кафе. Одна из идей Зейна - это гонка на байках, где приз составляет 1000 долларов. Он уверен на все сто процентов в своей победе, и поэтому растрачивает все свои деньги заранее, но выигрывает Уилл, и у Зейна и Рикки возникают трудности с финансами кафе, но Рикки оплачивает всё, что нужно, из своих денег и зовёт новых посетителей в кафе. Клео и Льюис пытаются выяснить загадку водного щупальца. |                                                         |               |                 |                      |               |
| 6 | «Secrets & Lies ("Тайны и ложь")»                       | Джеффри Уокер | Саймон Баттерс  | 22 октября 2010 года | 306           |
| Игнорируя советы Рикки, Белла не оставляет попыток сблизиться с Уиллом и натыкается на странную красивую девушку, которая впоследствии оказывается сестрой Уилла. Тем временем Льюис старается понять, что случилось с водой в полнолуние, но из-за неосторожности его исследования парня замечает учительница биологии - мисс Тейлор, и это грозится обернуться катастрофой. |                                                         |               |                 |                      |               |
| 7 | «Happy Families ("Счастливые семьи")»                   | Джеффри Уокер | Макс Дэнн       | 1 ноября 2010 года   | 307           |
| Клео попадает в неловкое положение, будучи вынужденной отказаться от купания на пляжном приёме, организованном Доном. Отец Клео думает, что Клео решила, что он нашёл Сэм как замену маме, однако Клео подбадривает его. На работу в кафе устраивается сестра Уилла - Софи, но эта работа была ею выбрана не просто так. Эту работу хотела Белла, но вскоре она смирилась. Отсутствует: Ангус Макларен в роли Льюиса Маккартни |                                                         |               |                 |                      |               |
| 8 | «Kidnapped ("Похищенная")»                              | Джеффри Уокер | Крис Роуч       | 2 ноября 2010 года   | 308           |
| В ночь полнолуния Уилл решает вернуться на остров Мако, чтобы найти свой пропавший фонарик. А Беллу утаскивает странный водяной монстр, который её чуть не превратил в воду, и ей это понравилось. Льюис, желая узнать, что происходит с прудом в полнолуние, оставляет там камеру, но все записи каким-то необычным образом стираются. |                                                         |               |                 |                      |               |
| 9 | «The Sorcerer's Apprentice ("Ученик Чародея")»          | Джеффри Уокер | Филип Далкин    | 3 ноября 2010 года   | 309           |
| Проигнорировав требование Льюиса вылить воду из Лунного бассейна, Клео оставляет часть для экспериментов. Отправив Льюиса играть в гольф со своим отцом, она зовет других русалок для изучения воды. Оставшись одна, Рикки неосторожно её испаряет, капля воды оседает в аквариум с рыбкой Клео - Гектором. В результате Гектор оказывается заточенным в водяном пузыре, который двигается как захочет и привлекает Уилла. С трудом поймав воду, девушки выливают её в колодец. Тем временем Льюис обыгрывает отца Клео, и начинает жалеть об этом. |                                                         |               |                 |                      |               |
| 10 | «Revealed ("Разоблачённая")»                            | Джеффри Уокер | Сэм Кэрролл     | 4 ноября 2010 года   | 310           |
| Белла дарит Уиллу ракушку, которую нашла во время плаванья, но он узнаёт, что её можно найти только в самых глубоких местах. Клео и Рикки пытаются воспрепятствовать сближению Беллы с Уиллом, но она их не слушает и раскрывается Уиллу. |                                                         |               |                 |                      |               |
| 11 | «Just A Girl At Heart ("Просто девушка в душе́")»        | Джеффри Уокер | Энтони Моррис   | 5 ноября 2010 года   | 311           |
| Белла помогает Уиллу с подготовкой к соревнованию ныряльщиков, но ей кажется, что теперь она интересна ему только как русалка, а не как девушка. А у Рикки появилась идея с проведением корпоративов в кафе, но Зейн многого не договорил, и Рикки с Клео стараются выйти из затруднения, но Рикки обливают дети. Отсутствует: Ангус Макларен в роли Льюиса Маккартни |                                                         |               |                 |                      |               |
| 12 | «Crime and Punishment ("Преступление и наказание")»     | Джеффри Уокер | Макс Дэнн       | 8 ноября 2010 года   | 312           |
| У Рикки очередной день рождения, и Клео вместе с Беллой приготовили отличный ей подарок, а Зейн и Льюис помогают девушкам с праздником. Софи просит Уилла отнести заказ к кому-то на дом, но там с ним расплачиваются фальшивками, и Рикки идёт выяснять, в чём дело, но попадает в не очень приятную ситуацию. Оказывается, что эти люди, к кому она угодила в западню - мошенники, занимающиеся бизнесом, но при этом расплачивающиеся фальшивками и хранящие миллион фальшивых долларов. Клео и Белла, узнав о случае с Рикки, должны выбрать - спасти Рикки или не раскрыть секрет Уиллу. |                                                         |               |                 |                      |               |
| 13 | «To Have & To Hold Back ("Иметь и сохранить")»          | Джеффри Уокер | Саймон Баттерс  | 21 января 2011 года  | 313           |
| Отец Клео женится на своей подруге Саманте, и Клео решает подготовить всё к свадьбе. Льюис уезжает учиться в США, но сначала рассказывает это Рикки, а та Белле, и во время подготовки подружек невесты (Клео и Ким) Ким всё рассказывает и Клео очень этим расстроена. Ким всячески старается разрушить свадьбу, но энтузиазм Клио в этот день неиссякаем. Примечание: Это последний эпизод Ангуса Макларена |                                                         |               |                 |                      |               |
| 14 | «Mermaid Magic ("Магия русалок")»                       | Колин Баддс   | Энтони Моррис   | 22 февраля 2011 года | 314           |
| Клео находит кристалл в скале, где застрял фонарь Уилла, и вскоре выясняется, что у Беллы точно такой же. Тем временем Зейн становится спонсором Уилла, но из-за желания Зейна во всём быть первым, он обманным путём опускается на большую глубину, что задевает Уилла, и под водой у него кончается воздух. Рикки спасает в море Уилла, и он теперь считает её своим ангелом. |                                                         |               |                 |                      |               |
| 15 | «Power Play ("Жёсткая игра")»                           | Колин Баддс   | Энтони Моррис   | 23 февраля 2011 года | 315           |
| Софи использует идею Беллы для проведения концерта для сбора средств и представляет её Рикки как свою. Клео и Ким оказываются между двух огней, когда Саманта переезжает в дом Сертори. |                                                         |               |                 |                      |               |
| 16 | «The Dark Side ("Тёмная сторона")»                      | Колин Баддс   | Сэм Кэрролл     | 24 февраля 2011 года | 316           |
| Рикки разочарована в Зейне, что он привёл Нейта и друзей на карты на вечеринку в кафе, которую девчонки планируют провести, чтобы спастись от очередного полнолуния, и поссорившись с ним, она плывёт на остров Мако, чтобы противостоять странной силе в Лунном пруду. Вместе с Клео и задержавшейся Беллой Уилл преследует её и обнаруживает, что на неё уже повлияла луна. |                                                         |               |                 |                      |               |
| 17 | «A Magnetic Attraction ("Притяжение")»                  | Колин Баддс   | Сэм Кэрролл     | 25 февраля 2011 года | 317           |
| Клео знакомится с геофизиком Райаном, который работает на Саманту. Рикки плохо реагирует на то, что Клео консультируется с ним насчет острова Мако – в трио начинается перелом. |                                                         |               |                 |                      |               |
| 18 | «Into the Light ("В свете")»                            | Колин Баддс   | Сэм Кэрролл     | 12 апреля 2011 года  | 318           |
| Рикки боится, что исследования Райана на острове Мако раскроют их тайны и хочет остановить его, пока он не успел обнаружить кристаллы в скале Лунного пруда. Она узнаёт две тайны: Уилл проболтался девчонкам насчёт полнолуния и Зейн встречается с Софи, занимаясь спонсорством после её увольнения. Уилл останавливает её, чтобы она не "поджарила" Райана. |                                                         |               |                 |                      |               |
| 19 | «Breakaway ("Разрыв")»                                  | Колин Баддс   | Энтони Моррис   | 13 апреля 2011 года  | 319           |
| Уилл участвует в чемпионате по дайвингу, но хочет бросить спорт из-за совета Беллы, чтобы избавиться от влияния Софи на его жизнь. Рикки видит Софи, целующей Зейна, и после чемпионата порывает с ним. |                                                         |               |                 |                      |               |
| 20 | «Queen for a Day ("Королева на день")»                  | Колин Баддс   | Саманта Штраусс | 13 апреля 2011 года  | 320           |
| Зейн назначает Софи управляющей в кафе. У Беллы начинается аллергия, при которой во время чихания она случайно вызывает свои невероятные силы. Софи решает уволить Беллу и группу Нейта. Причиной аллергии оказывается лосьон Уилла. |                                                         |               |                 |                      |               |
| 21 | «The Jewel Thief ("Похититель сокровищ")»               | Колин Баддс   | Саймон Баттерс  | 14 апреля 2011 года  | 321           |
| Девушки обнаруживают, что кристаллы обладают большой энергией. Зейн крадёт один кристалл, чтобы вернуть внимание Рикки. |                                                         |               |                 |                      |               |
| 22 | «Mako Masters ("Хозяева Мако")»                         | Колин Баддс   | Филип Далкин    | 14 апреля 2011 года  | 322           |
| Девушки сдают заключительные экзамены в школе и должны избежать нападения воды на публике, когда неожиданно рано восходит Луна. Они противостоят водной силе в Лунном пруду и получают видение о создании острова Мако. К сожалению в самый интересный момент видение прерывают... |                                                         |               |                 |                      |               |
| 23 | «Beach Party ("Пляжная вечеринка")»                     | Колин Баддс   | Энтони Моррис   | 15 апреля 2011 года  | 323           |
| Уилл хочет пригласить Беллу на пляжную вечеринку, но стесняется из-за того, что они не пара, а просто друзья. Поэтому просит Рикки помочь подобрать более хорошие слова. Белла слышит, как Уилл приглашает Рикки (она не знала, что Уилл просто репетировал), и решает на зло Уиллу пригласить Нейта. В это время тайный поклонник дарит Клео телескоп. Она думает, что это Льюис, однако в итоге им оказывается Райан. На вечеринке между Уиллом и Зейном завязывается перепалка, и Уилл выкрикивает, что любит Беллу, она это слышит. Они уединяются, и у них происходит первый поцелуй, и теперь они - пара. |                                                         |               |                 |                      |               |
| 24 | «Too Close for Comfort ("Слишком близко для комфорта")» | Колин Баддс   | Макс Дэнн       | 15 апреля 2011 года  | 324           |
| Дон получает вторую работу на пиратском корабле в аквапарке и затмевает Клео, угрожая её будущему шоу с дельфинами. Белла и Уилл ищут общие интересы друг у друга. |                                                         |               |                 |                      |               |
| 25 | «A Date with Destiny ("Свидание с судьбой")»            | Колин Баддс   | Крис Роуч       | 16 апреля 2011 года  | 325           |
| Клео обнаруживает, что комета заставляет расплываться рыбу в акватории острова Мако. Девушки находят способ возобновить "просмотр" видения, данного им на острове Мако, и обнаруживают, что комета может столкнуться с Землёй. Софи встречает Райана, и вместе с Зейном они объединяются, чтобы забрать кристаллы из Лунного пруда. |                                                         |               |                 |                      |               |
| 26 | «Graduation ("Выпускной")»                              | Колин Баддс   | Джосс Кинг      | 16 апреля 2011 года  | 326           |
| Софи и Райан повреждают Лунный пруд, пытаясь заполучить кристаллы. Девушки используют свою магию, чтобы избежать катастрофы и столкновения кометы с Землёй. Клео, Белла и Рикки полностью заканчивают школу. В конце возвращается Льюис. |                                                         |               |                 |                      |               |

### Спин-офф:Русалки Мако
Шестнадцатилетний Зак отправляется на остров Мако, не подозревая, что три русалки — Сирена, Никси и Лайла, которые получили задание охранять остров, наблюдают за ним. В ночь полной луны парень вступает в контакт с водой Лунного пруда. Когда он просыпается на следующее утро, то обнаруживает, что у него есть хвост и магические способности. Теперь три девушки — русалки должны стать людьми, чтобы забрать силы Зака обратно.

### Компиляция телевизионных фильмов
| Название | Дата премьерного показа |
| --- | ----------------------- |
| «H2O» | 8 июня 2007 года        |
| Этот телевизионный фильм подвёл итоги событий в начале сериала, с использованием эпизодов «Метаморфозы», «Вечеринка у бассейна», «Улов дня», «Девичник», «Молодая любовь», "Дело Дэнман" и «Эффект сирены».             |                         |
| «H2O: Метаморфоза» | 14 марта 2008 года      |
| В США эпизоды «Метаморфозы» и «Вечеринка у бассейна» объединены в часовой телефильм. |                         |
| «H2O: Подвержение» | 20 июня 2008 года       |
| В США эпизоды «Доктор Угроза» и «Поворот в хвосте» объединены в часовой телефильм. |                         |
| «H2O: Просто добавь воды: Теперь их четверо» | 7 сентября 2008 года    |
| В некоторых странах Центральной и Восточной Европы, таких как Румыния и Болгария, эпизоды «Тайна Грэйси. Часть I», «Тайна Грэйси. Часть II» и «Теперь их четверо» объединены телеканалом Jetix в 70-минутный телефильм. |                         |